# Тісіо
Тісі́о (грец. Θησείο) — район Афін, розташований за північним схилом Акрополя. Межує на півдні із районом Астероскопіо, із Петралоною — на південному заході, на заході — із Керамікосом та Монастиракі та на півночі — із Псирі.
Свою назву район отримав за Храмом Гефеста, який раніше помилково називався Тісіо, тобто Храм Тесея, оскільки рельєфи храму зображували подвиги Тесея. Окрім Храму Гефеста, на території району Тісіо розташовані Стоа Атталоса, невеличка церква Святого Азомата візантійської доби на однойменній площі, одна з двої афінських синагог, Музей Бенакі, Музей Макронісу, Музей Іраклідон, афінська консерваторія «Афінеум», відома великою залою на 200 осіб імені Марії Каллас.
район обслуговує станція Афінського метрополітену «Тісіо».
В грудні 2010 року під час ремонтних робіт на станції «Тісіо» афінської приміської залізниці ІСАП відкрили нові археологічні знахідки. Станцію відкриють для пасажирів після того, як Товариство археологів оприлюднить свій висновок.

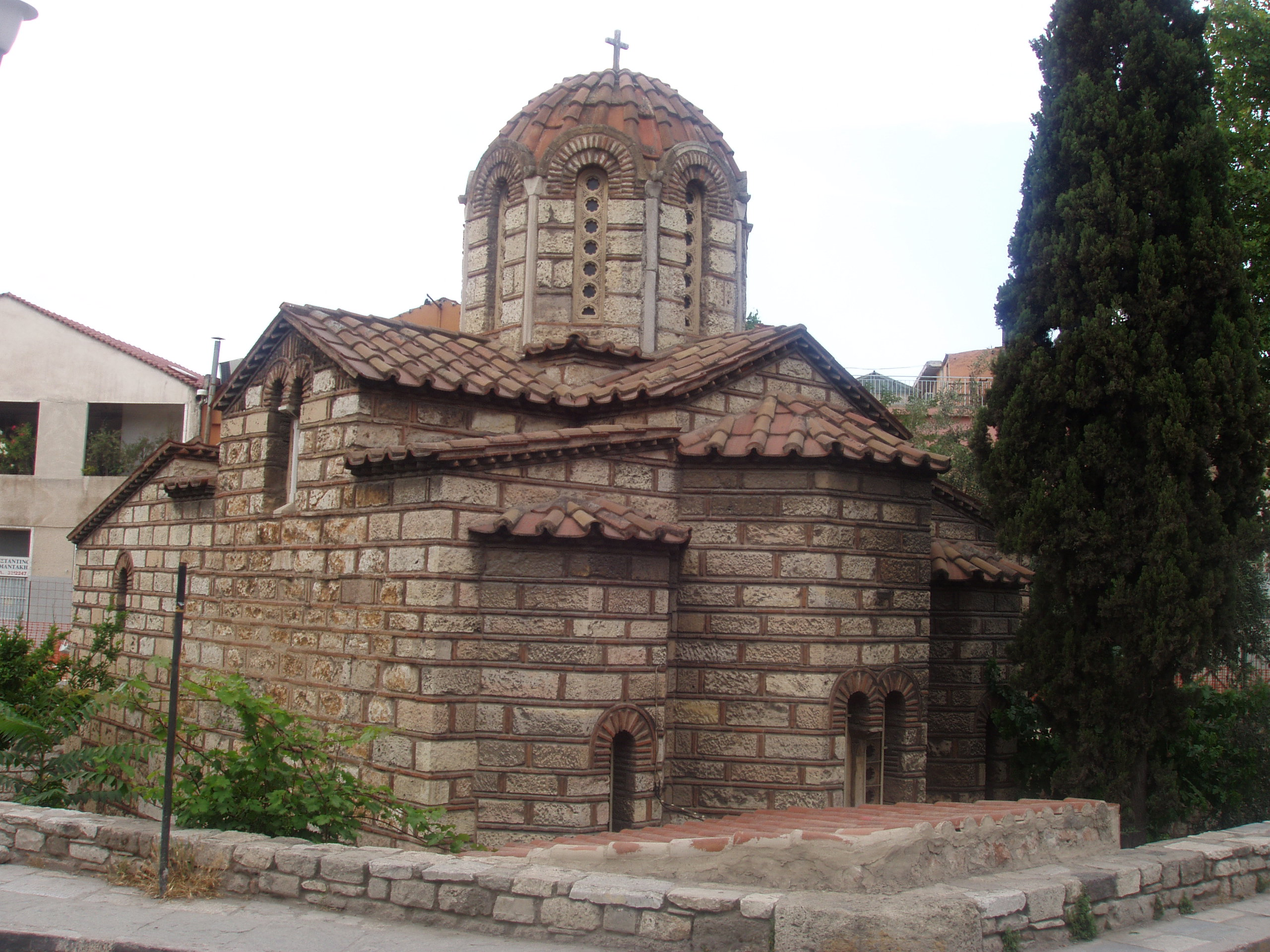
Церква святого Азомата, Тісіо